# Tremont (Illinois)
Tremont é uma vila localizada no estado americano de Illinois, no Condado de Tazewell.

## Demografia
Segundo o censo americano de 2000, a sua população era de 2029 habitantes.
Em 2006, foi estimada uma população de 2073, um aumento de 44 (2.2%).

## Geografia
De acordo com o United States Census Bureau tem uma área de
2,5 km², dos quais 2,5 km² cobertos por terra e 0,0 km² cobertos por água.

## Localidades na vizinhança
O diagrama seguinte representa as localidades num raio de 16 km ao redor de Tremont.